# Coupe du monde de course en montagne 2017
Navigation
2016 2018
La Coupe du monde de course en montagne 2017 est la dix-neuvième édition de la Coupe du monde de course en montagne, compétition internationale de courses en montagne organisée par l'association mondiale de course en montagne.

## Règlement
Le barème de points est revu cette année. Le calcul est identique dans les catégories féminines et masculines. Le score final cumule les 5 meilleures performances de la saison. Pour être classé, un athlète doit participer à au moins deux épreuves.
| Classement                                | 1er | 2e  | 3e  | 4e  | 5e  | 6e | 7e | 8e | 9e | 10e | 11e | 12e | 13e | 14e | 15e | 16e | 17e | 18e | 19e | 20e | 21e | 22e | 23e | 24e | 25e |
| ----------------------------------------- | --- | --- | --- | --- | --- | -- | -- | -- | -- | --- | --- | --- | --- | --- | --- | --- | --- | --- | --- | --- | --- | --- | --- | --- | --- |
| Points pour les championnats et la finale | 125 | 115 | 110 | 105 | 100 | 95 | 90 | 85 | 80 | 75  | 70  | 65  | 60  | 55  | 50  | 45  | 40  | 35  | 30  | 25  | 20  | 15  | 10  | 5   | 2   |
| Points pour les autres courses            | 100 | 90  | 85  | 80  | 75  | 70 | 65 | 60 | 55 | 50  | 45  | 40  | 35  | 30  | 25  | 20  | 15  | 10  | 5   | 2   | 0   | 0   | 0   | 0   | 0   |

## Programme
Le calendrier se compose de sept courses, soit une de plus que l'année précédente.
| Nom de la course                | Distance               | Dénivelé                              | Pays      | Date              |
| ------------------------------- | ---------------------- | ------------------------------------- | --------- | ----------------- |
| Bolognano-Velo                  | 11,1 km () / 9,1 km () | +1 272 m () / +1 189 m ()             | Italie    | 28 mai 2017       |
| Course du Muttersberg           | 8,46 km                | +1 180 m                              | Autriche  | 4 juin 2017       |
| Montée du Grand Ballon          | 13,2 km () / 9,0 km () | +1 160 m/-110 m () / +850 m/-110 m () | France    | 11 juin 2017      |
| Championnats du monde           | 13,0 km                | +/-860 m                              | Italie    | 30 juillet 2017   |
| Mémorial Partigiani Stellina    | 11,0 km () / 9,1 km () | +1 450 m () / +1 140 m ()             | Italie    | 27 août 2017      |
| Course de montagne du Hochfelln | 8,9 km                 | +1 074 m                              | Allemagne | 24 septembre 2017 |
| Course de Šmarna Gora           | 10 km                  | +710 m/-340 m                         | Slovénie  | 7 octobre 2017    |

## Résultats

### Hommes
Le tenant du titre, l'Érytréen Petro Mamu s'impose dans la course Bolognano-Velo, devant le fort contingent italien mené par Xavier Chevrier et Cesare Maestri. Le gagnant 2015 Andrew Douglas termine au pied du podium. L'Érytréen s'impose ensuite en Autriche, lors de la course du Muttersberg devant l'Italien Francesco Puppi. Manuel Innerhofer, troisième et meilleur Autrichien, remporte son deuxième titre national. Petro Mamu poursuit sa domination en remportant sa troisième victoire d'affilée au Ballon. Le Français Julien Rancon termine deuxième devant l'Italien Alex Baldaccini. Le podium des championnats du monde est conquis par un trio ougandais mené par Victor Kiplangat. Petro Mamu termine la course cinquième mais est ensuite disqualifié après un contrôle antidopage positif. Il perd sa place et est exclu du classement de la Coupe du monde. Le Mémorial Partigiani Stellina est remporté par Alex Baldaccini devant Francesco Puppi qui se retrouvent en tête à égalité de points avec l'exclusion de Petro Mamu. Baldaccini prend l'avantage sur son compatriote en terminant troisième au Hochfelln. Sans la présence de Francesco Puppi lors de la finale à Šmarna Gora, Alex Baldaccini est mathématiquement assuré du titre. Il termine sixième de la course, remportée par le Norvégien Johan Bugge.
- Championnats et finale (125 points au vainqueur)

| Course                          | Vainqueur         | Deuxième        | Troisième         |
| ------------------------------- | ----------------- | --------------- | ----------------- |
| Bolognano-Velo                  | Petro Mamu        | Xavier Chevrier | Cesare Maestri    |
| Course du Muttersberg           | Petro Mamu        | Francesco Puppi | Manuel Innerhofer |
| Montée du Grand Ballon          | Petro Mamu        | Julien Rancon   | Alex Baldaccini   |
| Championnats du monde           | Victor Kiplangat  | Joel Ayeko      | Fred Musobo       |
| Mémorial Partigiani Stellina    | Alex Baldaccini   | Francesco Puppi | Davide Magnini    |
| Course de montagne du Hochfelln | Antonio Toninelli | Anton Palzer    | Alex Baldaccini   |
| Course de Šmarna Gora           | Johan Bugge       | Cesare Maestri  | Filimon Abraham   |

### Femmes
Comptant comme épreuve des championnats d'Italie de course en montagne, la course Bolognano-Velo voit une forte représentation nationale. La championne du monde 2009 Valentina Belotti s'impose devant Alice Gaggi. La tenante du titre Andrea Mayr s'impose aisément lors de la course du Muttersberg, qui compte comme championnats d'Autriche de course en montagne, sans réelle concurrence. À la montée du Grand Ballon, Alice Gaggi s'impose devant Belotti, tandis que le podum est complété par la Tchèque Pavla Schorná-Matyášová. La Kényane Lucy Wambui Murigi remporte la victoire aux championnats du monde. Elle devance l'Autrichienne Andrea Mayr et la gagnante de la Coupe du monde 2015 Sarah Tunstall. Alice Gaggi parvient à accrocher la troisième marche du podium au Mémorial Partigiani Stellina et prend la tête du classement. L'Autrichienne Mayr remporte la victoire au Hochfelln et se rapproche de Gaggi. Elle remporte la victoire lors de la finale à Šmarna Gora mais Alice Gaggi termine quatrième, ce qui lui suffit pour s'imposer au classement. La Tchèque Pavla Schorná-Matyášová termine sur la troisième marche du podium et décroche également la troisième place du classement.
- Championnats et finale (125 points au vainqueur)

| Course                          | Vainqueur          | Deuxième             | Troisième               |
| ------------------------------- | ------------------ | -------------------- | ----------------------- |
| Bolognano-Velo                  | Valentina Belotti  | Alice Gaggi          | Samantha Galassi        |
| Course du Muttersberg           | Andrea Mayr        | Monique Siegel       | Alexandra Hauser        |
| Montée du Grand Ballon          | Alice Gaggi        | Valentina Belotti    | Pavla Schorná-Matyášová |
| Championnats du monde           | Lucy Wambui Murigi | Andrea Mayr          | Sarah Tunstall          |
| Mémorial Partigiani Stellina    | Camilla Magliano   | Celine Iranzi        | Alice Gaggi             |
| Course de montagne du Hochfelln | Andrea Mayr        | Sarah Kistner        | Michelle Maier          |
| Course de Šmarna Gora           | Andrea Mayr        | Karoline Holsen Kyte | Pavla Schorná-Matyášová |

## Classements
| Rang          | Nom               | Course 1 | Course 2 | Course 3 | Course 4 | Course 5 | Course 6 | Course 7 | Points |
| ------------- | ----------------- | -------- | -------- | -------- | -------- | -------- | -------- | -------- | ------ |
| Médaille d'or | Alex Baldaccini   | 75       |          | 85       |          | 100      | 85       | 95       | 440    |
| 2             | Francesco Puppi   | 70       | 90       |          |          | 90       | 75       |          | 325    |
| 3             | Simon Lechleitner |          | 55       | 80       |          | 40       | 45       | 70       | 290    |
| 4             | Bernard Dematteis | 20       |          |          | 95       | 70       |          | 100      | 285    |
| 5             | Xavier Chevrier   | 90       |          |          | 100      | 80       |          |          | 270    |
| 6             | Cesare Maestri    | 85       |          |          | 65       |          |          | 115      | 265    |

| Rang          | Nom                     | Course 1 | Course 2 | Course 3 | Course 4 | Course 5 | Course 6 | Course 7 | Points |
| ------------- | ----------------------- | -------- | -------- | -------- | -------- | -------- | -------- | -------- | ------ |
| Médaille d'or | Alice Gaggi             | 90       |          | 100      | 90       | 85       |          | 105      | 470    |
| 2             | Andrea Mayr             |          | 100      |          | 115      |          | 100      | 125      | 440    |
| 3             | Pavla Schorná-Matyášová | 60       |          | 85       | 75       |          | 80       | 110      | 410    |
| 4             | Valentina Belotti       | 100      |          | 90       |          |          |          |          | 190    |
| 5             | Sarah Tunstall          |          |          |          | 110      | 80       |          |          | 190    |
| 6             | Camilla Magliano        | 70       |          |          |          | 100      |          |          | 170    |